# Хіраката
Хірака́та (яп. 枚方市, ひらかたし, МФА: [çiɾakata ɕi̥]?) — місто в Японії, в префектурі Осака.  Входить до списку особливих міст Японії.   Отримало статус міста 1947 року. Площа становить 65,08 км². Станом на 1 липня 2012 року населення складало 406 892  осіб, густота населення — 6250 осіб/км².     

## Демографія
Згідно з даними перепису населення Японії, населення Хіраката постійно збільшується, пік приросту припав на період з 40-х по 80-ті роки. Станом на 1 жовтня 2020 року, населення складало 397 289 осіб, з яких чоловіків — 188 191 особа, жінок — 209 098 осіб. Густота населення — 6101 осіб/км².

## Історія
Хіраката отримала статус міста 1 серпня 1947 року.

## Уродженці
- Накамура Хікару — американський шахіст.